# Evan Jensen
Evan Jensen (født 22. marts 1930 i Østrup, Vognsild Sogn, død 21. december 2020 på Holbæk Sygehus) var en dansk lærer og politiker, der var borgmester i Lejre Kommune fra 1970 til 2002, valgt for Venstre, som han fra 1966 til 1971 også repræsenterede i Folketinget. Han var desuden formand for Kommunernes Landsforening af to omgange; fra 1982-1986 og igen 1994-1998.
Jensen blev født den 22. marts 1930 i Østrup i Vognsild Sogn, hans forældre var husmand Ejnard Jesper Jensen og Petrea f. Pedersen. Forældrene var blevet viet omkring tre år forinden i Farsø Kirke den 1. april 1927.
Jensen blev oprindeligt uddannet ved landbruget, men dimitterede i 1955 som lærer. Han arbejdede blandt andet som forstander inden politikken tog over på fuld tid. Det skete i 1966, hvor han både blev indvalgt i Lejre Sogneråd og Folketinget. Han udtrådte af tinget i 1971, efter at være blevet borgmester året forinden. Fra 1974 til 1998 sad han i bestyrelsen for Kommunernes Landsforening. Her kørte han et parløb med Århus' borgmester Thorkild Simonsen (S); de to var i fire valgperioder skiftevis formand og næstformand.